# Poikilospermum lanceolatum
Poikilospermum lanceolatum är en nässelväxtart som först beskrevs av Trécul, och fick sitt nu gällande namn av Elmer Drew Merrill. Poikilospermum lanceolatum ingår i släktet Poikilospermum och familjen nässelväxter. Inga underarter finns listade i Catalogue of Life.